# جوزيف باناس
جوزيف باناس، من مواليد 5 فبراير 1894 في كيفر في هنغاريا، و توفي في 3 مارس 1973، لاعب كرة قدم هنغاري سابق، و مدرب كرة قدم هنغاري سابق.
لعب مع نادي إيه سي ميلان موسم 1925-1926 ودربهم أيضا مواسم 1931-1933 و 1938-1940.